# Phalacropsylla morlani
Phalacropsylla morlani är en loppart som beskrevs av Eads et Campos 1982. Phalacropsylla morlani ingår i släktet Phalacropsylla och familjen mullvadsloppor. Inga underarter finns listade i Catalogue of Life.